# Fulgenci Mestres i Bertran
Fulgenci Mestres i Bertran (Vilafranca del Penedès, 31 d'agost de 1965) és un actor, artista de circ i pallasso català, conegut en l'àmbit del circ amb el nom de Gensi.

## Biografia
Fulgenci Mestres és el més jove de vuit germans, fills d'un polític local i propietari d'un quiosc. Fou escolà a l'Escolania de Montserrat de 1975 a 1979. Va estudiar art dramàtic a l'Institut del Teatre de Barcelona i es va graduar al Conservatori Superior de Música del Liceu en interpretació de cant i violí.
Des de 1986 fou membre, durant diversos anys, del grup de teatre musical català Dagoll Dagom, amb el qual va actuar a les obres El Mikado i a Mar i Cel (on va tenir el seu primer paper important), seguides d'altres com Flor de Nit i Historietes. Després de lligar-se durant dos anys amb el grup Comediants, Mestres es va incorporar el 1996 a les produccions del Teatre Nacional de Catalunya. Entre els anys 2000 i 2001 va actuar amb La Fura dels Baus a l'obra ØBS amb la qual van fer gires per Europa i Amèrica del Sud.
L'activitat més destacada de Mestres des de 1996, però, va ser com a clown. Conegut com a Gensi, va formar el trio Monti & Cia, al costat de Joan Montanyès (Monti) i Oriol Boixader (Oriolo). L'any 2005 van ser contractats pel circ Roncalli de Berlín, un dels més prestigiosos d'Europa, per tal d'ésser el fil conductor del seu nou espectacle. Després d'això, Mestres es va integrar a l'equip d'artistes de Roncalli, amb el paper del pallasso blanc que fa de contrapart d'August, el pallasso estúpid, interpretat per David Larible. Entre els anys 2007 i 2012 va participar mà a mà amb el cèlebre pallasso David Larible en els espectacles "Clown di Clown" i "Destino di clown" per ciutats d'Espanya, Itàlia, Suïssa, França i Àustria. Segons Mestres, la seva tasca no consisteix a "fer riure la gent", sinó a portar poesia a la pista del circ.

## Actuacions (selecció)
- 2002: Forum 2mil i pico (Monti & Cia, director; Josep Maria Mestres)[8]
- 2001: Pallassos de Nadal (Monti & Cia, Director: Joan Montanyès)[9]
- 2000: ØBS (La Fura dels Baus, Director: Pep Gatell)
- 1999: Utopista (Monti & Cia)[10]
- 1998: Guys & Dolls (Teatre Nacional, Director: Mario Gas)[11]
- 1997: Klowns (Monti & Cia)
- 1995: El llibre de les bèsties (Comediants, Director Joan Font)[12]
- 1993: Historietes (Dagoll Dagom, Director: Joan Lluís Bozzo)[13]
- 1992: Flor de Nit (Dagoll Dagom, Director: Joan Lluís Bozzo)
- 1988: Mar i cel (Dagoll Dagom, Director: Joan Lluís Bozzo)
- 1986: El Mikado (Dagoll Dagom, Director: Joan Lluís Bozzo)